# Cleveland, Alabama
Cleveland är en ort i Blount County i delstaten Alabama. Orten har fått sitt namn efter Grover Cleveland. Cleveland hade 1 303 invånare enligt 2010 års folkräkning.